# 弓雅枝
弓雅枝（日语：／ Yumi Masae，1974年3月19日—），日本女性前配音員、舞台演員。出身於滋賀縣大津市。現名中村 雅惠。身高154cm。B型血。
以前曾任職於大阪電視人才局（TTB）、Children Workshop、J Production。在舞台上，她被親切地稱為。

## 來歷
大學3年級時，弓雅枝想成為一名記者，因此進入大阪電視人才局的訓練學校「TTC（大阪電視人才中心）」，大學4年級時加入該經紀公司，擔任活動主持人、記者和SNK遊戲的配音員。她作為配音員首次亮相是在NEO·GEO-CD SPECIAL裡飾演麻宮雅典娜。

## 演出

### 舞台
- 浦島太郎和宇宙船（浦島太郎）
- 小偷與花老太太的故事（彼得潘）
- 閃耀吧！我們的星座（太郎）
- 天使琪琪和惡魔之子達達（健太）
- 昆蟲王國與迷你魔女比比班（蝴蝶玉玉）

### 遊戲
- ART OF FIGHTING 龍虎之拳 外傳（1996年，藤堂香澄）
- 格鬥天王系列（藤堂香澄、莉安娜（日语：レオナ・ハイデルン）、薇絲（日语：バイス (KOF)））
  - 格鬥天王'96（1996年，旁白）
  - 格鬥天王2002（2002年，麻宮雅典娜（日语：麻宮アテナ）的朋友1、嘉蒂·戴蒙）
  - 格鬥天王 京（1998年，麗玲）
- CAPCOM VS. SNK（日语：CAPCOM VS. SNK）系列（薇絲）
  - CAPCOM VS. SNK MILLENNIUM FIGHT 2000（日语：カプコン バーサス エス・エヌ・ケイ ミレニアムファイト 2000）（2000年）
  - CAPCOM VS. SNK MILLENNIUM FIGHT 2000 PRO（2001年）
  - CAPCOM VS. SNK 2 MILLIONAIRE FIGHTING 2001（日语：CAPCOM VS. SNK 2 MILLIONAIRE FIGHTING 2001）（2001年）
- SNK VS. CAPCOM SVC CHAOS（日语：SNK VS. CAPCOM SVC CHAOS）（2003年，藤堂香澄、毒蠍（日语：イズン (ファイナルファイト)））

### 廣播劇CD
- NEO·GEO-CD SPECIAL（1995年，麻宮雅典娜（日语：麻宮アテナ））
- 侍魂 斬紅郎無雙劍 ARRANGE SOUND TRAX（1996年，小女孩[1]、女僕[1]）

### 電視節目
- （記者）

## 外部連結
- 官方資料PDF （日語）
- （日語）